# Bisdom Halberstadt
Het bisdom Halberstadt (Latijn: Dioecesis Halberstadensis, Duits: Bistum Halberstadt) is een voormalig katholiek bisdom. Het was onderdeel van de kerkprovincie Mainz. Het bestond van 804 tot 1648.

## Geschiedenis

### Ontstaan
In 804 werd door Karel de Grote een bisdom gesticht met als zetel Seligenstadt (het tegenwoordige Osterwieck) om de Saksen en de Polabische Slaven te kerstenen. Rond 809 is Hildegrim van Châlons bisschop. In de jaren daarna werd de zetel van het bisdom naar Halberstadt verplaatst. In een oorkonde van 2 september 814 bevestigt Lodewijk de Vrome Hildegrim in zijn bisschoppelijk rechten voor Halberstadt. Het gebied van het nieuwe bisdom reikte in het noorden tot aan de Aller en de Ohre, in het oosten tot aan de Elbe en de Saale, in het westen tot aan de Oker en in het zuiden tot Merseburg en Zeitz.

### Middeleeuwen
Plannen van keizer Otto I om de zetel naar Maagdenburg te verplaatsen mislukten. In 968 stichtte hij het aartsbisdom Maagdenburg, waaraan Halberstadt ondergeschikt werd en later het oostelijke gedeelte van zijn grondgebied moest afstaan. Keizer Hendrik III verleende het bisdom vele grafelijke rechten, waardoor het grondgebied aanzienlijk kon worden uitgebreid.
Van 1036 tot 1059 was Burchard van Nabburg, voormalig kanselier van keizer Koenraad II, bisschop van Halberstadt. Hij werd opgevolgd door Burchard van Veltheim, een neef van aartsbisschop Anno II van Keulen. Hij was een aanhanger van Hildebrand van Soana, de latere paus Gregorius VII, en pleitte voor de verkiezing van Anselmo da Baggio tot paus, waardoor hij in een ernstig conflict raakte met keizer Hendrik IV.

### Unie met Maagdenburg en Reformatie
In 1479 werd aartsbisschop Ernst van Maagdenburg administrator van het bisdom. Hierdoor ontstond een personele unie tussen de twee bisdommen die duurde tot 1566. Toen werd Hendrik Julius van Brunswijk-Wolfenbüttel protestants administrator van het bisdom en tot 1628 werd het bisdom bestuurd door protestanten. In dat jaar trad de laatste katholieke bisschop aan, Leopold Willem van Oostenrijk, de latere landvoogd van de Zuidelijke Nederlanden.

### Einde
Bij de Vrede van Westfalen werd Halberstadt geseculariseerd tot het vorstendom Halberstadt en in personele unie verbonden met het keurvorstendom Brandenburg.